# Wojciech Miaskowski (zm. ok. 1654)
Wojciech Miaskowski (Miastkowski) herbu Leliwa (zm. ok. 1654) – podkomorzy lwowski w latach 1637-1653, stolnik kamieniecki w latach 1625-1637, podstoli kamieniecki w latach 1621-1625, dworzanin królewski w 1607 roku, starosta kopajgrodzki w 1637 roku, poseł na sejmy, dyplomata, pamiętnikarz, przedstawiciel dyplomatyczny Rzeczypospolitej w Imperium Osmańskim w 1647 roku.
Syn Andrzeja i Anny Piotrowskiej, brat Łukasza.

## Życie prywatne
Miaskowski nie miał dużego majątku. Prócz ojczystego Kuszkowa w pow. kościańskim dzierżawił od 1635 kilka wsi królewskich w woj. ruskim: Chmielów, Mogilnicę, Romanówkę, Wolicę Targową. W 1633 dzierżawił także dobra opactwa lubińskiego. Kształcił się prawdopodobnie w Poznaniu. Był żonaty z Katarzyną Chotecką; z tego małżeństwa miał dwóch synów Aleksandra (cześnika podolskiego), Andrzeja oraz córkę Urszulę. Z drugą żoną Salomeą Dzieduszycką (wojewodzianka podolska) miał córkę Helenę.

## Wyprawy wojenne
Zaprawę wojenna zdobył w walce ze Szwedami, po czym przeszedł do służby na dworze Zygmunta III. W latach 1609 – 1610 brał udział w wojnie z Moskwą: w październiku 1610 pełnił pod Smoleńskiem funkcję przystawa (opiekuna, strażnika) przy posłach moskiewskich, których potem prowadził do Kamionki koło Lwowa i pozostał tam z nimi do początku 1611, skąd odprowadził ich do Warszawy. Jesienią 1618 walczył Miaskowski pod rozkazami hetmana Stanisława Żółkiewskiego pod Oryninem. Latem 1649 wziął udział w kampanii zborowskiej jako pułkownik pospolitego ruszenia ziemi lwowskiej, w bitwie pod Zborowem został ranny.

## Działalność publiczna
18 października 1611 odbierał instrukcję jako poseł królewski na sejmik kamieniecki. Ponownie posłował do króla na ten sejmik w sierpniu 1620 i w listopadzie 1622. W czasie kampanii cecorskiej przebywał najpierw w Tarnopolu potem w Kamieńcu Podolskim. W 1621 został podstolim, a w 1625 stolnikiem podolskim.
Od 1627 niejednokrotnie posłował na sejmy, najpierw woj. poznańskiego i kaliskiego (1627), potem z woj. podolskiego (na elekcję 1632) i ruskiego (1637, 1641, 1647, 1648 – konwokacyjny, 1650).
Był elektorem Władysława IV Wazy z województwa podolskiego w 1632 roku, podpisał jego pacta conventa. Wybierano go na nich do różnych funkcji. 11 stycznia 1637 został podkomorzym lwowskim. W 1638 posłował do cesarza Ferdynanda III. W tym roku król wyznaczył go na posła do Konstantynopola. Z braku funduszy, a nie chciał jechać na własny koszt, wyruszył dopiero w lutym 1640 po zatwierdzeniu tej legacji przez sejm w 1639. Wyruszywszy ze Lwowa przez Chocim i Bukareszt dopiero pod koniec kwietnia dotarł do Konstantynopola. Dzięki własnej energii i dzięki poparciu wezyra udało się mu uwolnić i wykupić z galer 130 polskich jeńców, zawarł też z sułtanem Ibrahimem porozumienie w sprawie obustronnego handlu oraz układ o powstrzymaniu napadów Kozaków na Turcję, a Tatarów na Polskę. Miaskowski powrócił do Kamieńca Podolskiego dopiero 17 lipca 1640. Z tej legacji sporządził szczegółową relację pt. Dyjaryjusz legacyjnej do Turek Wojciecha Miaskowskiego  w którym się opisuje drogę od wyjazdu z Kamieńca aż do powrotu.
Z końcem maja 1648 przebywał we Lwowie. Należał do organizatorów odbytej 27 września 1648 rady wojennej we Lwowie, skąd wyjechał 2 października do Warszawy na sejm elekcyjny. W grudniu 1648 król wyznaczył go jednym z 4 komisarzy, którzy pod kierunkiem Adama Kisiela mieli prowadzić rokowania z B. Chmielnickim. 19 lutego 1649 dotarli do Perejasławia i podjęli uciążliwe rokowania z Kozakami. Z trudem uzyskali tylko rozejm do ruskich Zielonych Świątek (1 czerwca), 26 lutego 1649 opuścili Perejasław. Pozostawił też Miaskowski szczegółowy Dyjaryjusz podróży do Perejasławia i traktowania tamtejszego z Chmielnickim panów komisarzów polskich.

## Diariusze Miaskowskiego
Spisane przez Miaskowskiego diariusze były ogłaszane drukiem oraz zachowały się w licznych rękopisach. Diariusz z 1640 został ogłoszony z „Zbiorze pamiętników historycznych o dawnej Polszcze” J. U. Niemcewicza (Puławy maj 1830) i przez R. Ottomana w „Kłosach” (T. 36: 1883); przekazy rękopiśmienne znajdują się w Bibliotece Czartoryskich (rkp. 138) i Bibliotece Jagiellońskiej (rkp. 2274). Diariusz z 1649 wydrukowano w „Księdze pamiętniczej” J. Michałowskiego (Kraków 1864) i w „Źródłach do dziejów polskich” M. Grabowskiego i A. Przezdzieckiego (Wilno 1843 I), z „Zbiorze pamiętników historycznych o dawnej Polszcze” J. U. Niemcewicza (W. 1822 IV), w wydawnictwie „Istorija Ukrainy w dokumentach i materiałach” T. III, w „Vossoedinenie Ukrainy Rossiej” (Moskva 1954 II), w „Pamiętniki izdannyja kievs. komiss.” (Kiev 1848 t. I cz. III, fragmenty). Najobszerniejszą wersję rękopiśmienną zawiera rkp. Biblioteki Czartoryskich nr 144, fragmenty znajdują się m.in. w następujących zbiorach: B. Czart. rkp. nr 379, 1651, B. Narod. rkp. BOZ 950, B. Ossol. rkp. 189 II, WAP w Gd. Nr 300.